# Mouvement pour l'organisation du pays

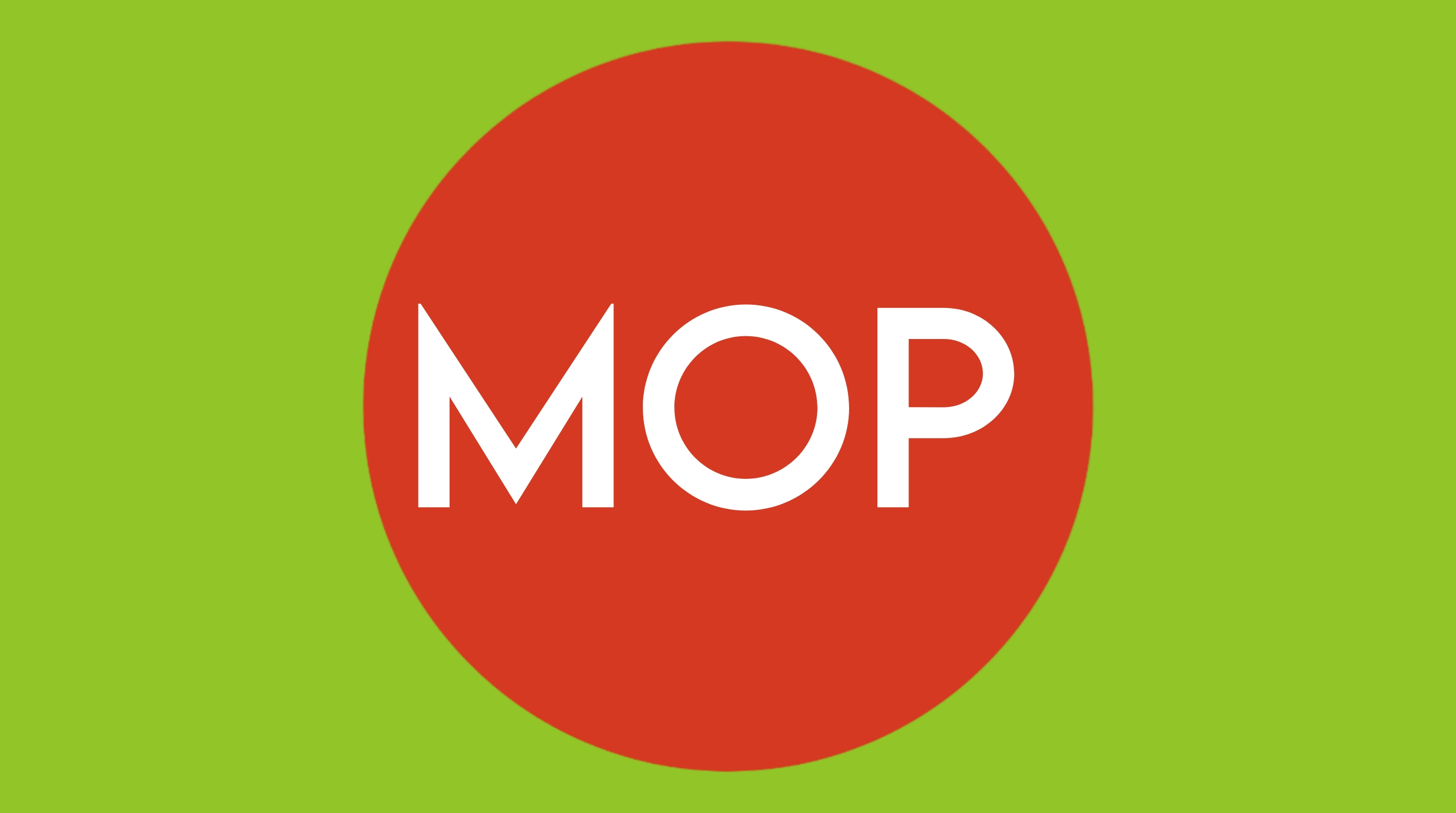
Recréation non officielle du drapeau du MOP dans ses premières années.

Le Mouvement pour l'organisation du pays (MOP), anciennement Mouvement Ouvrier Paysan, est un parti politique haïtien fondé en 1946 par Daniel Fignolé.

## Organisation et principes
Le MOP, sous la direction de Fignolé, est devenu le mouvement ouvrier le plus organisé de l'histoire haïtienne, ainsi que la plus grande organisation politique de la période pré-duvalier. Selon Alexander, l'adhésion au MOP a atteint son apogée pendant la période 1946-1950, avec environ 5 000 membres. L'idéologie du parti est définie comme un mélange de principes socialistes et de négritude, avec une approche populiste et anti-élitiste. Le MOP de Fignolé disposait d'une foule de partisans dénommée « rouleau compresseur », parfois utilisée pour semer la terreur parmi ses opposants.
Le MOP a ouvertement soutenu les droits des femmes en Haïti, créant en 1948 un organe dit le « Bureau d'Action Féminine », l'aile féminine du parti dirigée par Carmen Jean-François Fignolé.
Le drapeau du MOP présente un fond vert avec une sphère rouge au centre,. Le vert incarne l'espoir de justice du peuple haïtien, tandis que le rouge représente le sang de tous les dirigeants historiques qui ont sacrifié leur vie pour la lutte du peuple.

## Histoire
Le MOP a été constitué officiellement comme parti politique le 13 mai 1946, ses fondateurs étaient : Daniel Fignolé, professeur ; François Duvalier, médecin ; et Clovis Désinor, économiste. Selon Smith, les initiales MOP proviennent de l'anglais « mop » (balai), impliquant « balayer l'ancien ordre de la politique haïtienne », qui est devenu par la suite l'acronyme de Mouvement Ouvrier Paysan. Le Mouvement Ouvrier Paysan visait à unir les travailleurs urbains et ruraux, ainsi que les petits paysans, en un seul parti. À sa fondation, le MOP rassemblait des partisans et d'anciens étudiants de Fignolé, ainsi que des personnalités politiques comme Lorimer Denis.
Le MOP était intégré aux nouvelles forces politiques émergentes en Haïti à la suite de la dite « Révolution de 1946 ». Son leader, Daniel Fignolé, ne put pas se présenter comme président à l'élection d'août 1946, car il était trop jeune pour occuper ce poste. Finalement, le parti MOP s'allia avec une coalition progressiste et soutint la candidature de Démosthènes Pétrus Calixte (en), un ancien commandant de la Garde impliqué dans une conspiration visant à renverser le gouvernement Vincent. Une déclaration conjointe de Fignolé, Duvalier et Désinor a confirmé Calixte comme le « seul candidat acceptable » pour le MOP. La course présidentielle a été dominée par Dumarsais Estimé avec 25 voix, suivie d'Edgar Numa (PSP) avec 7 voix et Démosthènes Calixte (MOP) avec 6 voix. Estimé a obtenu une victoire facile avec une pluralité de voix au second tour,.
Un cabinet de coalition a été initialement établi par l'administration Estimé pour apaiser les différentes factions politiques haïtiennes. Le MOP s'est intégré au cabinet d'Estimé, avec Fignolé comme ministre de l'Éducation. Le PSP a également rejoint, avec Georges Rigaud, un homme politique mulâtre, nommé ministre du Commerce. Durant son court passage dans le cabinet d'Estimé, Fignolé utilisa sa position pour établir le MOP comme une « force bien structurée et formidable », jusqu'à être contraint de démissionner après une querelle avec son homologue Rigaud.
Dès la fin 1946, le MOP est devenu la principale force d'opposition au gouvernement Estimé. Le mouvement subit une scission en 1947, conséquence de désaccords sur la position de Fignolé vis-à-vis du gouvernement Estimé, provoquant le départ de Duvalier et Denis du parti. Après sa démission du MOP, Duvalier a occupé des postes gouvernementaux au sein de l'administration Estimé, notamment ceux de Sous-secrétaire d'État du Travail (1948) et de Secrétaire d'État à la Santé publique et au Travail (1949). À la suite de la scission, un nouveau bureau du MOP fut créé en 1948, avec Daniel Fignolé restant président du parti, et étant composé de Michel Roumain, Arnold Hérard, entre autres.
Em 1949, le MOP s'est joint à d'autres groupes démocratiques pour s'opposer à la tentative d'Estimé de réviser la constitution pour permettre sa réélection. Une crise constitutionnelle émergea des amendements proposés, entraînant finalement la destitution du président Estimé à la suite d'un coup d'État militaire en mai 1950. Le MOP a soutenu la candidature de Paul Magloire lors des élections présidentielles d'octobre, qui remporta une victoire de 99 % sur le candidat estimiste Fénélon Alphonse. Daniel Fignolé a également obtenu un siège au parlement haïtien cette année-là. L'alliance MOP-Magloire eut une existence éphémère. Le 30 décembre 1950, le gouvernement Magloire interdit le MOP, invoquant ses prétendues affiliations communistes et ses manœuvres dangereuses comme justification,.
Selon Smith, le président Magloire visait à « éliminer toutes les formes de radicalisme ». Face à l'anti-radicalisme croissant, Fignolé réévalua certaines de ses positions politiques antérieures et commença à se présenter comme un « National-Démocrate » en 1952. Sur la base du l'ancien MOP, Fignolé a créé un nouveau parti : le Grand Parti National Démocrate,. Sa doctrine était anticommuniste, pro-travailleurs et opposée aux politiques dictatoriales,. Malgré la tentative de Fignolé de créer un nouveau parti, le successeur du MOP a continué à rencontrer des difficultés sous le régime Magloire. Lors des élections parlementaires de 1955 (en), manipulées par Magloire, Fignolé perd son mandat de député à la Chambre des députés,.
Après le renversement de Magloire lors des manifestations de 1956 en Haïti, le MOP a connu un court regain pendant la crise de 1957. Fignolé réforma le parti, et, en 1956, il le rebaptisa « Mouvement Organisation du Pays », représentant une direction moins militante. En tant que candidat présidentiel de 1957, Fignolé a accepté la présidence provisoire à la suite des événements de mai. La présidence de Fignolé n'a duré que dix-neuf jours, s'achevant brusquement lorsque le coup d'État militaire d'Antonio Kébreau l'a forcé à l'exil en juin.
Le régime militaire de Kébreau, outre l'instauration d'autres mesures autoritaires telles que l'interdiction des grèves, a procédé à la dissolution du MOP. L'armée haïtienne a organisé une élection contestée quelques mois plus tard, qui a exclu Fignolé de la course et assuré la victoire de Duvalier, entachée d'allégations de fraude. Sous le règne de Duvalier, les partisans restants du MOP ont été soumis à la persécution et à l'élimination. Après son renversement, Fignolé est devenu un acteur actif de l'opposition au régime duvaliériste pendant son exil. Après 29 ans passés en exil, Fignolé est rentré à Haïti en 1986, mais il est décédé peu après.
Le MOP a été revitalisé sous la direction de Gérard Philippe Auguste, enregistré le 22 octobre 1986, et reconnu officiellement comme parti politique en avril 1987. Son leader, Philippe Auguste, est arrivé troisième à l'élection présidentielle de 1988 (en), obtenant 14,30 % des voix. Il deviendra ensuite ministre du gouvernement Manigat, ce qui entraînera une scission au sein du parti. La scission du MOP a donné lieu à deux factions internes : l'une liée à l'opposition à Jean-Bertrand Aristide, menée par Philippe Auguste et Franck Adelson, et l'autre associée au mouvement Lavalas, menée par Gesner Comeau et Jean Molière. Au Congrès d'octobre 1989, Greger Jean-Louis a été élu nouveau leader du parti par la branche « MOP du Bel Air ».
En août 1989, le MOP s'est allié avec le MDN et le PAIN pour former une alliance électorale en vue des prochaines élections. La coalition MOP-MDN-PAIN fut l'une des forces politiques qui protestèrent contre l'affaire connue sous le nom des « prisonniers de la Toussaint ». Dans un communiqué de presse, la coalition exigea la libération des prisonniers par le gouvernement de Prosper Avril. Lors des manifestations de 1990 en Haïti, le MOP s'est joint à une coalition de 11 partis pour négocier la démission d'Avril et établir un gouvernement provisoire, dirigé par un membre de la Cour suprême et conseillé par un Conseil d'État. Pendant la première présidence d'Aristide (1991), le MOP, représenté par Ernst Pedro Casséus, présida la Chambre des députés lors de la 45ème Législature (en). Aux élections parlementaires de 1995, le MOP s'est joint à la Plateforme politique Lavalas, une coalition avec l'OPL et le PLB. Le MOP, malgré sa faction minoritaire pro-Lavalas, a agi comme parti d'opposition pendant la seconde présidence d'Aristide (2001-2004), comme l'illustre la déclaration de Franck Adelson, secrétaire général du parti, appelant à la démission d'Aristide en 2002.